# Lươn cẩm thạch

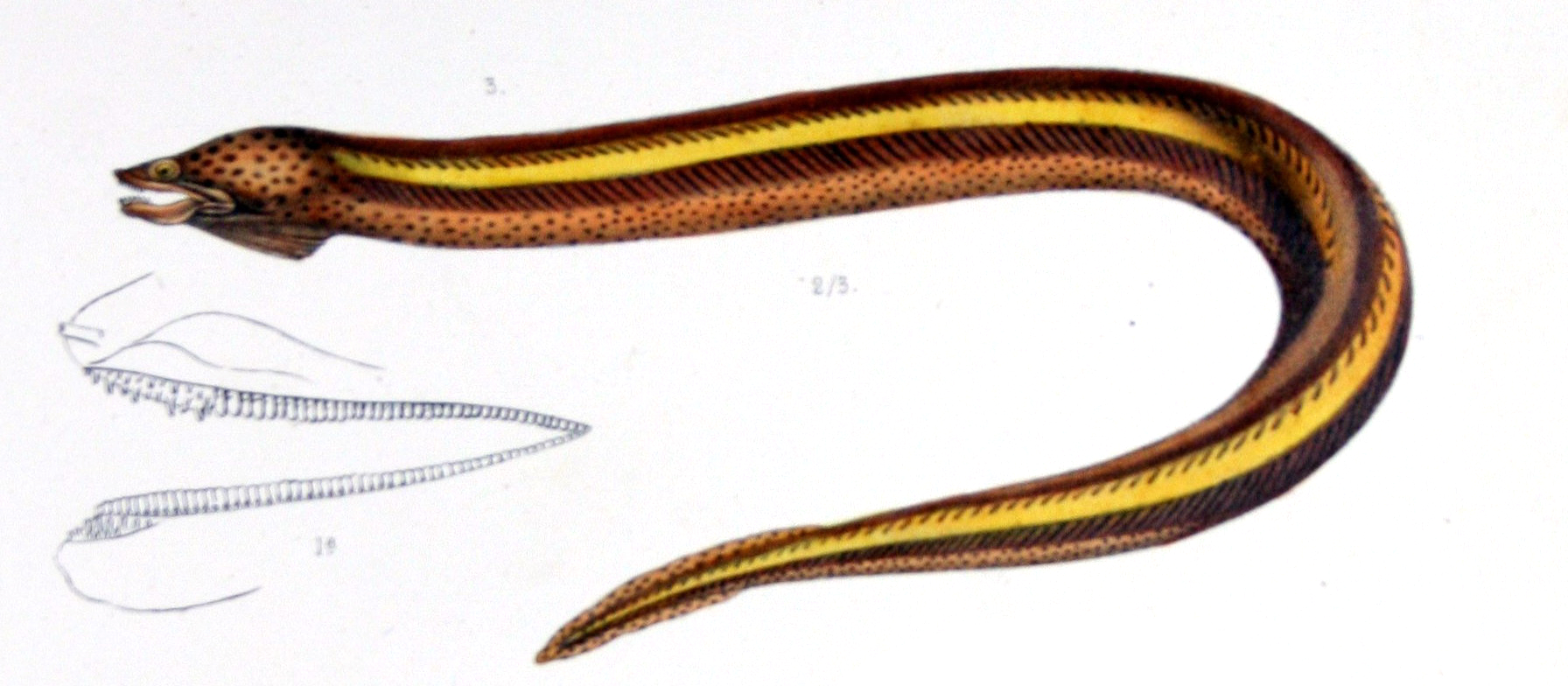
[Minh họa Synbranchus marmoratus.

Lươn cẩm thạch (danh pháp hai phần: Synbranchus marmoratus) là một loài cá thuộc họ Lươn. Đây là loài lươn có thân dài, đã được ghi nhận là dài tới 150 cm. Sinh cảnh điển hình của nó là suối, hồ, kênh, mương, sông và cánh đồng lúa và nước đục. Nó thích vùng nước tù đọng ít dòng chảy. Trong những ngày đầu của mùa khô, khi có sự suy giảm mực nước, tồn tại trong môi trường gần như khô hoàn toàn, nó sinh sống trong các hố đào trong địa hình bằng phẳng bùn ướt. Trong thời gian này, chúng có thể tồn tại trong nhiều tháng bị chôn vùi trong bùn trong điều kiện ẩm ướt như trạng thái ngủ đông, giảm đáng kể quá trình trao đổi chất của họ. Trong chu kỳ này thận đóng một vai trò quan trọng trong quá trình này cho việc loại bỏ amonia, trong khi gan chịu trách nhiệm cho sự trao đổi chất của protein, cho phép chúng ở lại sống sót qua thời kỳ này mà không có thực phẩm. Bên cạnh đó, có thể làm giảm đáng kể tần số và cường độ của hơi thở của chúng, chúng là những loài động vật nhút nhát và trơn khó nắm bắt, chúng tránh những người và chạy trốn khỏi các hành động khiêu khích nhỏ.